# Ловрин (Хорватія)
Ловрин (хорв. Lovrin) — населений пункт у Хорватії, в Істрійській жупанії у складі міста Пазин.

## Населення
Населення за даними перепису 2011 року становило 364 осіб.
Динаміка чисельності населення поселення:

## Клімат
Середня річна температура становить 11,80 °C, середня максимальна – 25,35 °C, а середня мінімальна – -2,36 °C. Середня річна кількість опадів – 1066 мм.
| Клімат поселення                              | Клімат поселення | Клімат поселення | Клімат поселення | Клімат поселення | Клімат поселення | Клімат поселення | Клімат поселення | Клімат поселення | Клімат поселення | Клімат поселення | Клімат поселення | Клімат поселення | Клімат поселення |
| Показник                                      | Січ.             | Лют.             | Бер.             | Квіт.            | Трав.            | Черв.            | Лип.             | Серп.            | Вер.             | Жовт.            | Лист.            | Груд.            |                  |
| Середній максимум, °C                         | 8,92             | 9,61             | 12,26            | 16,24            | 20,81            | 24,70            | 25,35            | 24,86            | 20,33            | 15,99            | 11,09            | 8,22             |                  |
| Середня температура, °C                       | 3,28             | 3,97             | 6,62             | 10,59            | 15,18            | 19,07            | 21,53            | 21,04            | 16,50            | 12,19            | 7,26             | 4,40             |                  |
| Середній мінімум, °C                          | −2,36            | −1,66            | 1,00             | 4,96             | 9,54             | 13,42            | 17,71            | 17,22            | 12,69            | 8,38             | 3,46             | 0,58             |                  |
| Норма опадів, мм                              | 78               | 64               | 78               | 89               | 76               | 91               | 66               | 91               | 94               | 116              | 125              | 98               |                  |
| Середньомісячна швидкість вітру, м/с          | 1.96             | 2.23             | 2.44             | 2.45             | 2.20             | 2.10             | 2.04             | 2.00             | 1.98             | 2.12             | 2.22             | 2.13             |                  |
| Середньомісячна сонячна радіація, кДж/м²·день | 4522             | 7434             | 10677            | 14958            | 19240            | 20770            | 21830            | 18808            | 13974            | 9022             | 4967             | 3817             |                  |
| --------------------------------------------- | ---------------- | ---------------- | ---------------- | ---------------- | ---------------- | ---------------- | ---------------- | ---------------- | ---------------- | ---------------- | ---------------- | ---------------- | ---------------- |
| Джерело:                                      |                  |                  |                  |                  |                  |                  |                  |                  |                  |                  |                  |                  |                  |